# ماریو گاسپار پرز
ماریو گاسپار پرز (انگلیسی: Mario Gaspar Pérez؛ زادهٔ ۲۴ نوامبر ۱۹۹۰) یک بازیکن فوتبال اهل اسپانیا است.
از باشگاه‌هایی که در آن بازی کرده‌است می‌توان به ویارئال و تیم ملی فوتبال اسپانیا اشاره کرد.